# Erik Knudsen (skuespiller)
Erik Kenneth William Knudsen (født 25. marts 1988 i Toronto) er en canadisk skuespiller.

## Liv og karriere
Knudsen blev født i Toronto, Ontario i Canada. Han har medvirket i flere film og haft utalige gæsteoptrædener, primært i Canada. I 2000 fik Knudsen sin start i en lille rolle i Tribulation. I 2001 medvirkede Knudsen i The Guardian og spillede med i tre andre episoder. Han blev udnævnt til Young Artist Award for sin præstation. I 2003 startede Knudsen at spille hovedrollen, "Donovan MacKay" i børne-komedieserien, Mental Block. Det sidste afsnit blev sendt den 1. november 2004.
Knudsens dukkede op i Saw II som Daniel Matthews. Han portrætterede Dale Turner i Jeriko. Han havde også en optræden i Bon Cop, Bad Cop og for nylig i en episode af Flashpoint.
Han medvirkede som den usikre teenager Leory "Lefty" i filmversionen af Youth in Revolt i 2010. Han blev for nylig færdig med at filme Beastly baseret på Alex Flinns roman fra 2007, som er annonceret til at blive udgivet 30. juli 2010 og vil også have Alex Pettyfer, Vanessa Hudgens og Mary-Kate Olsen med på rollelisten. Han har siden 2012 været aktuel i serien Continuum.
Han modtog rollen som Robbie i den kommende Wes Craven gyser Scream 4.